# De Ark (film)
De Ark is een korte film van derdejaars studenten Audiovisuele Media aan de Hogeschool voor de Kunsten Utrecht (HKU) te Hilversum.

## Synopsis
Nederland staat op zijn kop wanneer 's lands grootste televisieproducent, John Nijmeijer (Chris Tates), een nieuw televisieformat presenteert: De Ark. In het televisieprogramma krijgt een vijftigtal willekeurig van de reguliere wachtlijst geselecteerde, doodzieke patiënten de kans om zich te laten opnemen in een speciaal gebouwde zorginstelling. Ze worden daar met de modernste apparatuur en door de beste specialisten behandeld, die hen 24 uur per dag ter beschikking staan. De voorwaarde is echter wel dat ze akkoord gaan met het feit dat alles binnen de muren van het ziekenhuis 24 uur per dag, zeven dagen per week wordt vastgelegd en op televisie wordt uitgezonden.
Terwijl Nijmeijer de laatste voorbereidingen treft voor de lancering van het programma slaat de twijfel over de integriteit van het format toe, als zijn vrouw Claire (Ilse Heus) hem een ultimatum stelt: hij gelast het programma af of ze vertrekt met hun zoontje. Op hetzelfde moment heeft de 18-jarige Sara (Lisa Smit) heel andere dingen aan haar hoofd. Ze heeft te kampen met een nieraandoening, die er indirect toe leidt dat de relatie met haar moeder moeizaam is. Ook kunstenaar Gertjan (Roscoe Leijen) lijkt verwikkeld in zijn eigen problemen. Ondanks zijn hartkwaal houdt hij er een ruige levensstijl op na, en zijn opvliegerige karakter zorgt voor een moeilijke omgang met zijn omgeving.
Die avond worden de kandidaten van De Ark live op televisie bekendgemaakt en worden Sara en Gertjan, die na een heftige ruzie met hartproblemen wordt opgenomen, beiden uitgekozen om deel te nemen aan De Ark. Op het moment dat de eerste patiënten binnen worden gebracht kijkt John Nijmeijer toe in de regiewagen, en maakt zijn beslissing.

## Rolverdeling
- John Nijmeijer: Chris Tates
- Sara Willemse: Lisa Smit
- Gertjan van Eijk: Roscoe Leijen
- Claire Nijmeijer: Ilse Heus
- George: Dieter Janssen
- Moeder: Jantien Koenders
- Merel: Lieve de Blok
- Johan: Yorick Zwart
- Mark: Rein Hofman

## Trivia
- De naam van het televisieprogramma verwijst naar de ark waarin Noach volgens Genesis zijn gezin en vele dieren redde van de zondvloed. Van alle landdieren en vogels werden volgens het verhaal één mannetje en één vrouwtje naar de ark gebracht.
- Ursul de Geer heeft een cameo als kunstkenner, en noemt de expositie van Gertjan "fantastisch". Hij verwijst hiermee naar zijn televisieprogramma uit de jaren 90, 't Is hier fantasties.
- In de catacomben van het theater, waar John Nijmeijer doorheen loopt, zijn posters met foto's van crew te zien.
- In de regiewagen is boven de monitoren "Ambu 6" en "Ambu 14" te lezen. Dit verwijst naar Genesis 6-14. Hierin wordt Noach verzocht een ark te bouwen.